# 开平碉楼
22°17′8″N 112°33′57″E / 22.28556°N 112.56583°E
开平碉楼与村落以碉楼及相關村落聞名于世，位於廣東省江门市开平市的鄉村，現存碉樓有1833幢。开平碉楼与村落于2007年評定為世界文化遺產，包括三门里村落迎龙楼、马降龙村落群、自力村村落与方氏灯楼、锦江里村落4处遗产地。开平碉楼于2001年列入第五批全国重点文物保护单位，开平碉楼文化旅游区于2020年被評定為国家5A级旅游景区。

## 历史

### 初期
自明朝以来，由于水患和匪患的缘故，开平当地就已有民众开始修建碉楼。但直至鸦片战争之前，碉楼数量都还不多。

### 鼎盛期
19世纪中期，随着美国和加拿大西部大开发，包括淘金热潮和修建铁路需要大量外来劳动力，加之开平地区“土客械斗”盛行，人民生存状况恶化，大量农民迁往美洲，进而产生了大量开平籍的旅美和旅加华工。到19世纪80年代，美国和加拿大开始实行排华政策，其相关规定迫使华工纷纷回乡买地、建房和娶亲。19世纪末到20世纪20年代末，随着美国、加拿大经济的高速发展，华工的收入和汇回开平的侨汇明显增加，为开平碉楼的大量修建创造了经济条件。1900年至1931年，开平共建造碉楼1648座，占总数的89.9%；特别是1921年至1931年，共建造碉楼940座，占总数的51.2%。此外，由于开平地方土匪众多，加之民国战乱频繁，经常有土匪抢劫发生，从1912年至1926年，匪劫学校达8次，掳教师、学生百余人；因此，具有防涝防匪之用的碉楼受到了华侨青睐，得以大量修建，最多时达3000多座。

### 停滞期
1940年代，随着美国和加拿大对华移民限制的放开，侨眷大量移民与家人团聚，碉楼的兴建逐渐减少并最终停止。开平最后兴建的一座碉楼——赤坎镇两堡村委会新塘村健庐建于1949年。资料显示，1943年至1949年，开平仅建造碉楼7座，占总数的0.3%。

### 保育期
2001年6月，開平碉樓被中國國務院批准列入第五批全國重點文物保護單位名單。
2000年2月，中國國務院開平碉樓申報為世界文化遺產。同年10月，申遺小组成立。2006年3月2-3日，聯合國教科文組織專家到開平展開考察，同年9月15-18日，專家盧光裕對開平碉樓與村落進行評估。2007年1月，開平碉樓與村落申報世界遺產順利通過国际古迹遗址理事会在巴黎召開的专家会议评审。2007年6月28日，通過在新西蘭召開第31屆世界遺產大會的表決，開平碉樓與村落正式寫入《世界遺產名錄》，成为中國第35個、廣東首個世界文化遺產。
2013年，創建開平碉樓文化旅遊區並申報國家5A級旅遊景區。2020年12月25日，中國文化和旅遊部将開平碉樓文化旅遊區評為國家AAAAA級旅遊景區。

## 特点
其特色為中西合璧，结合有古希臘、古羅馬及伊斯蘭等多種風格。

## 全国重点文物保护单位名单
部分碉楼在2001年公布为全国重点文物保护单位，共35处。
| 序号 | 名称         | 图片                   | 年代                                              | 地址                           | 坐标                                              | 备注 |
| ---- | ------------ | ---------------------- | ------------------------------------------------- | ------------------------------ | ------------------------------------------------- | ---- |
| 1    | 方氏灯楼     |                        | 中华民国九年（1920）                              | 开平市塘口镇宅群村委会         | 22°21′56″N 112°34′19″E / 22.365600°N 112.571956°E |      |
| 2    | 官生居庐     |                        | 中华民国                                          | 开平市塘口镇强亚村委会自力村   | 22°22′36″N 112°34′27″E / 22.376549°N 112.574206°E |      |
| 3    | 澜生居庐     |                        | 中华民国二十五年（1936）                          | 开平市塘口镇强亚村委会自力村   | 22°22′37″N 112°34′26″E / 22.376908°N 112.573863°E |      |
| 4    | 耀光别墅     |                        | 中华民国十二年（1923）                            | 开平市塘口镇强亚村委会自力村   | 22°22′38″N 112°34′22″E / 22.377192°N 112.572838°E |      |
| 5    | 养闲别墅     |                        | 中华民国八年（1919）                              | 开平市塘口镇强亚村委会自力村   | 22°22′38″N 112°34′24″E / 22.377230°N 112.573342°E |      |
| 6    | 龙胜楼       |                        | 中华民国六年（1917）                              | 开平市塘口镇强亚村委会自力村   | 22°22′39″N 112°34′25″E / 22.377536°N 112.573568°E |      |
| 7    | 自力村居安楼 |                        | 中华民国十一年（1922）                            | 开平市塘口镇强亚村委会自力村   | 22°22′41″N 112°34′25″E / 22.377986°N 112.573589°E |      |
| 8    | 自力村安庐   | 中华民国十五年（1926） | 22°22′41″N 112°34′25″E / 22.378040°N 112.573664°E | 开平市塘口镇强亚村委会自力村   |                                                   |      |
| 9    | 云幻楼       |                        | 中华民国十年（1921）                              | 开平市塘口镇强亚村委会自力村   | 22°22′39″N 112°34′26″E / 22.377525°N 112.573906°E |      |
| 10   | 铭石楼       |                        | 中华民国十四年（1925）                            | 开平市塘口镇强亚村委会自力村   | 22°22′39″N 112°34′28″E / 22.377375°N 112.574378°E |      |
| 11   | 叶生居庐     |                        | 中华民国十九年（1930）                            | 开平市塘口镇强亚村委会自力村   | 22°22′38″N 112°34′27″E / 22.377090°N 112.574254°E |      |
| 12   | 自力村振安楼 |                        | 中华民国十四年（1925）                            | 开平市塘口镇强亚村委会自力村   | 22°22′38″N 112°34′29″E / 22.377235°N 112.574689°E |      |
| 13   | 竹林楼       |                        | 中华民国十三年（1924）                            | 开平市塘口镇强亚村委会自力村   | 22°22′39″N 112°34′29″E / 22.377498°N 112.574657°E |      |
| 14   | 逸农庐       |                        | 中华民国十七年（1928）                            | 开平市塘口镇强亚村委会自力村   | 22°22′39″N 112°34′29″E / 22.377466°N 112.574603°E |      |
| 15   | 湛庐         |                        | 中华民国三十七年（1948）                          | 开平市塘口镇强亚村委会自力村   | 22°22′35″N 112°34′30″E / 22.376447°N 112.574903°E |      |
| 16   | 球安居庐     |                        | 中华民国九年（1920）                              | 开平市塘口镇强亚村委会自力村   | 22°22′38″N 112°34′22″E / 22.377203°N 112.572892°E |      |
| 17   | 三门里迎龙楼 |                        | 明嘉靖年间（1522-1566）                           | 开平市赤坎镇芦阳村委会三门里   | 22°21′32″N 112°36′47″E / 22.358755°N 112.612964°E |      |
| 18   | 河东楼       |                        | 中华民国十七年（1928）                            | 开平市百合镇马降龙村委会河东村 | 22°17′15″N 112°33′53″E / 22.287456°N 112.564727°E |      |
| 19   | 龙江村信庐   |                        | 中华民国十六年（1927）                            | 开平市百合镇马降龙村委会龙江村 | 22°17′00″N 112°33′54″E / 22.283310°N 112.564872°E |      |
| 20   | 龙江村惠安楼 |                        | 中华民国九年（1920）                              | 开平市百合镇马降龙村委会龙江村 | 22°17′03″N 112°33′55″E / 22.284281°N 112.565194°E |      |
| 21   | 敏庐         |                        | 中华民国七年（1918）                              | 开平市百合镇马降龙村委会龙江村 | 22°17′06″N 112°33′51″E / 22.284935°N 112.564217°E |      |
| 22   | 筦庐         |                        | 中华民国十七年（1928）                            | 开平市百合镇马降龙村委会南安村 | 22°17′19″N 112°33′54″E / 22.288679°N 112.565081°E |      |
| 23   | 祯庐         |                        | 中华民国十七年（1928）                            | 开平市百合镇马降龙村委会南安村 | 22°17′18″N 112°33′51″E / 22.288422°N 112.564110°E |      |
| 24   | 南安村耀庐   |                        | 中华民国十七年（1928）                            | 开平市百合镇马降龙村委会南安村 | 22°17′18″N 112°33′54″E / 22.288315°N 112.564931°E |      |
| 25   | 庆临村昌庐   |                        | 中华民国二十五年（1936）                          | 开平市百合镇马降龙村委会庆临村 | 22°17′13″N 112°33′52″E / 22.286845°N 112.564470°E |      |
| 26   | 庆临里北门楼 |                        | 中华民国初期                                      | 开平市百合镇马降龙村委会庆临村 | 22°17′14″N 112°33′48″E / 22.287103°N 112.563386°E |      |
| 27   | 庆临里南门楼 |                        | 中华民国初期                                      | 开平市百合镇马降龙村委会庆临村 | 22°17′06″N 112°33′48″E / 22.285128°N 112.563375°E |      |
| 28   | 骏庐         |                        | 中华民国二十五年（1936）                          | 开平市百合镇马降龙村委会庆临村 | 22°17′13″N 112°33′51″E / 22.286936°N 112.564271°E |      |
| 29   | 保障楼       |                        | 中华民国十四年（1925）                            | 开平市百合镇马降龙村委会庆临村 | 22°17′10″N 112°33′54″E / 22.286013°N 112.565065°E |      |
| 30   | 林庐         |                        | 中华民国二十五年（1936）                          | 开平市百合镇马降龙村委会庆临村 | 22°17′08″N 112°33′54″E / 22.285622°N 112.565011°E |      |
| 31   | 永安村天禄楼 |                        | 中华民国十四年（1925）                            | 开平市百合镇马降龙村委会永安村 | 22°17′23″N 112°33′52″E / 22.289645°N 112.564512°E |      |
| 32   | 永安村保安楼 |                        | 中华民国十三年（1924）                            | 开平市百合镇马降龙村委会永安村 | 22°17′27″N 112°33′54″E / 22.290847°N 112.565001°E |      |
| 33   | 升峰楼       |                        | 中华民国八年（1919）                              | 开平市蚬冈镇长乐村委会锦江村   | 22°15′46″N 112°31′14″E / 22.262648°N 112.520476°E |      |
| 34   | 锦江楼       |                        | 中华民国七年（1918）                              | 开平市蚬冈镇长乐村委会锦江村   | 22°15′42″N 112°31′14″E / 22.261680°N 112.520594°E |      |
| 35   | 瑞石楼       |                        | 中华民国十二年（1923）                            | 开平市蚬冈镇长乐村委会锦江村   | 22°15′43″N 112°31′15″E / 22.261814°N 112.520782°E |      |

## 分类
- 按功能不同可分为众楼、居楼和更楼，以居楼为最多。现存各类碉楼情况如下：
  - 众楼：473座
  - 居楼：1149座
  - 更楼：221座
- 按建筑材料不同可分为石楼、泥楼、砖楼和混凝土楼，以混凝土楼为最多。现存各类碉楼情况如下：
  - 石楼：10座
  - 泥楼：100座
  - 砖楼：249座
  - 混凝土楼：1474座

## 作用
- 防涝。
- 防匪。以更楼为例，多建在村口或村外山岗等，视野开阔，并配有探照灯和报警器，用于提前发现匪情。1922年12月土匪劫赤坎地区开平中学时，被鹰村碉楼探照灯照射，四处乡团及时截击，截回校长及学生17人。
- 居住。以居楼为例，其很好地结合了碉楼的防卫和居住两大功能，空间开敞，有完善的生活设施，楼体往往修建得较为美观，适合居住。

## 圖片集

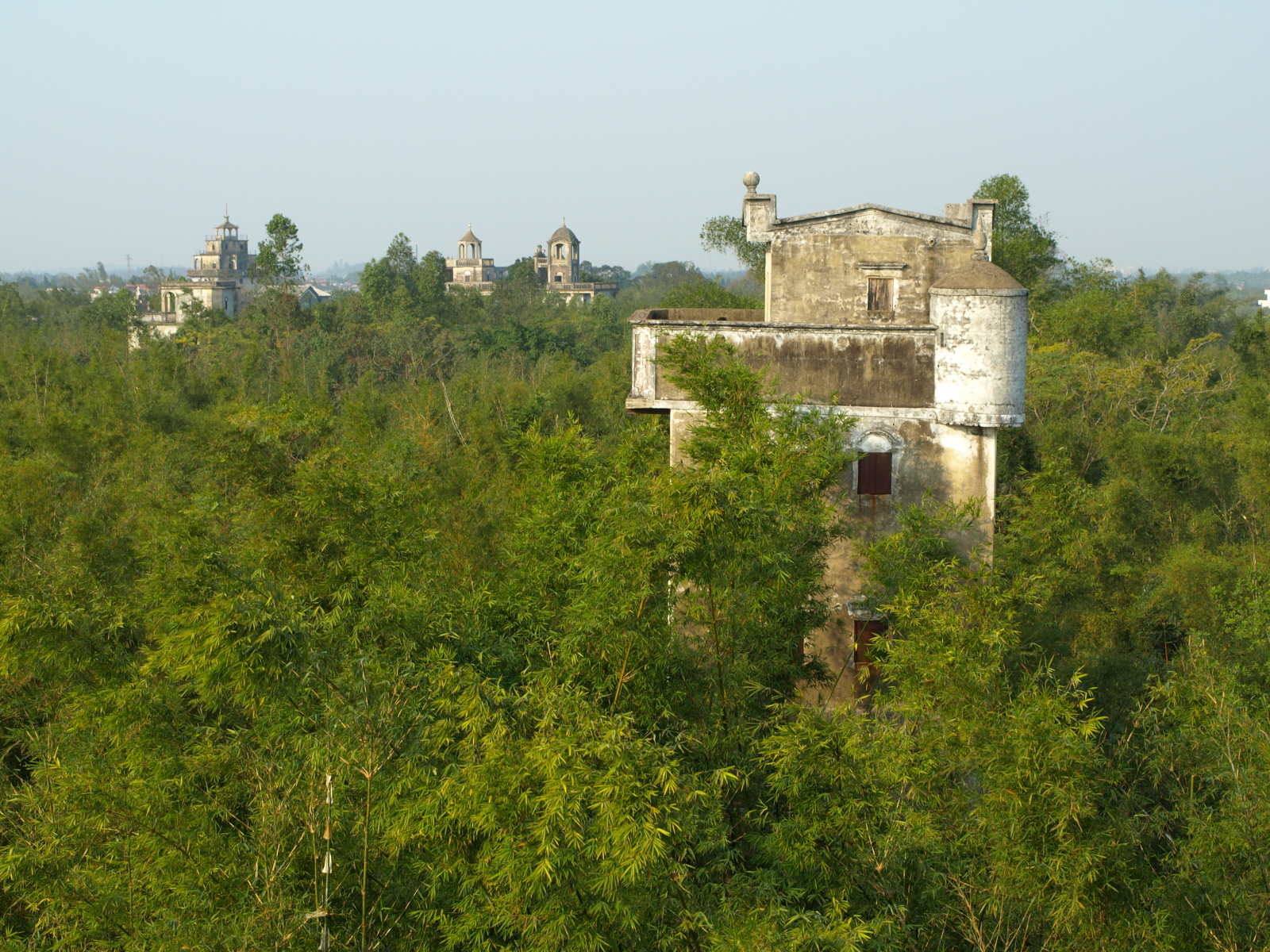
马降龙村碉楼
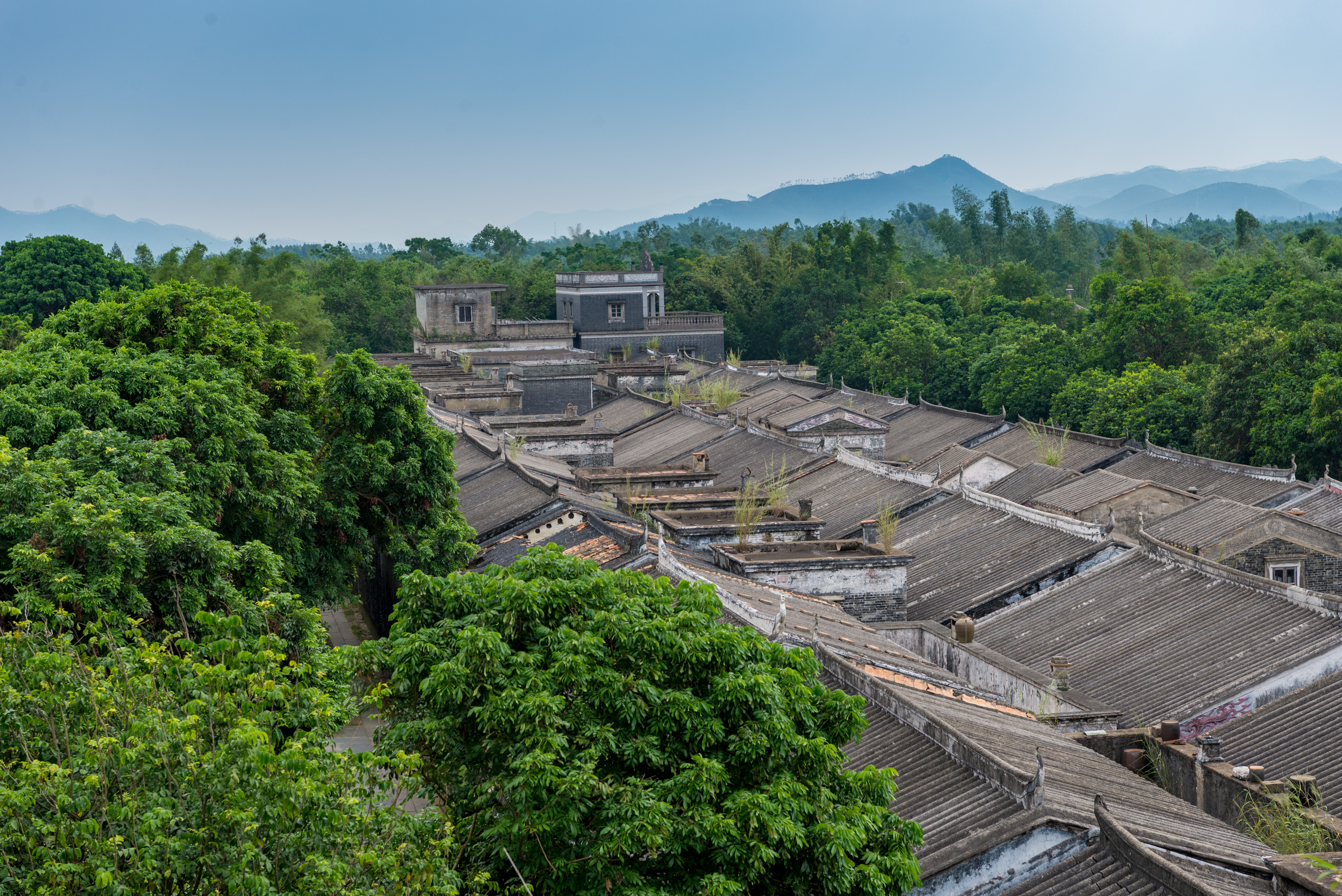
马降龙村
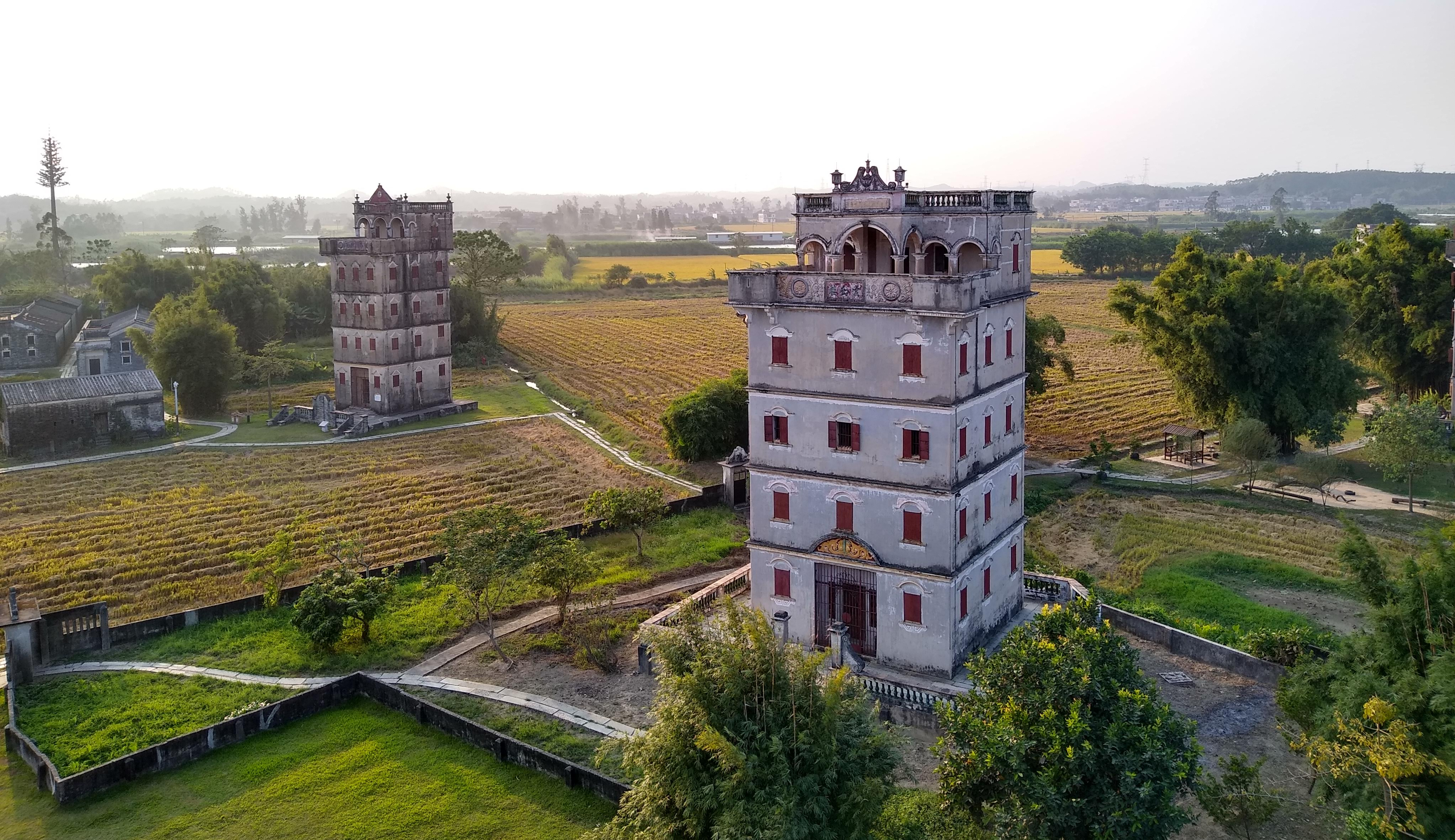
自力村养闲别墅、云幻楼
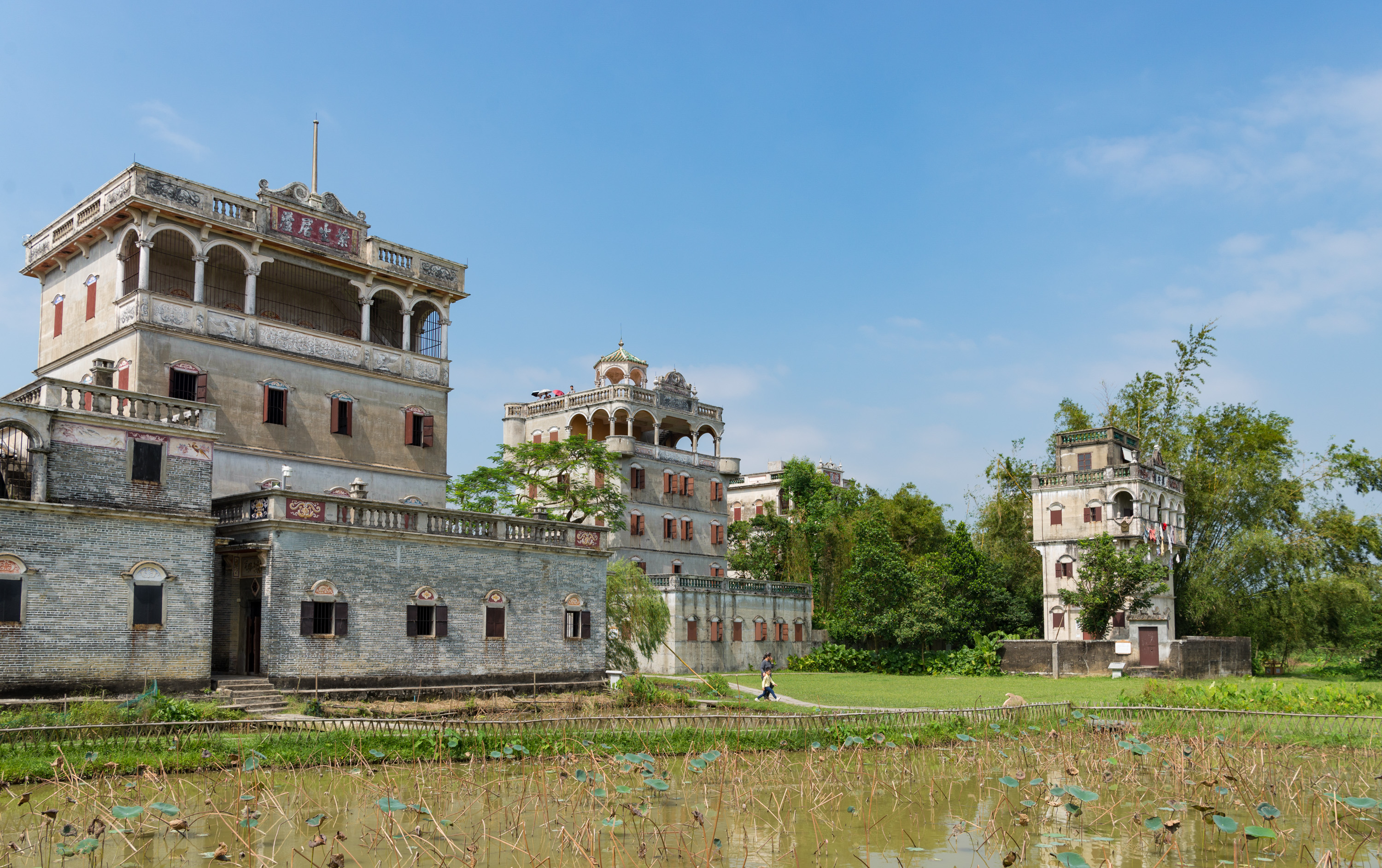
自力村叶生居庐、铭石楼、振安楼
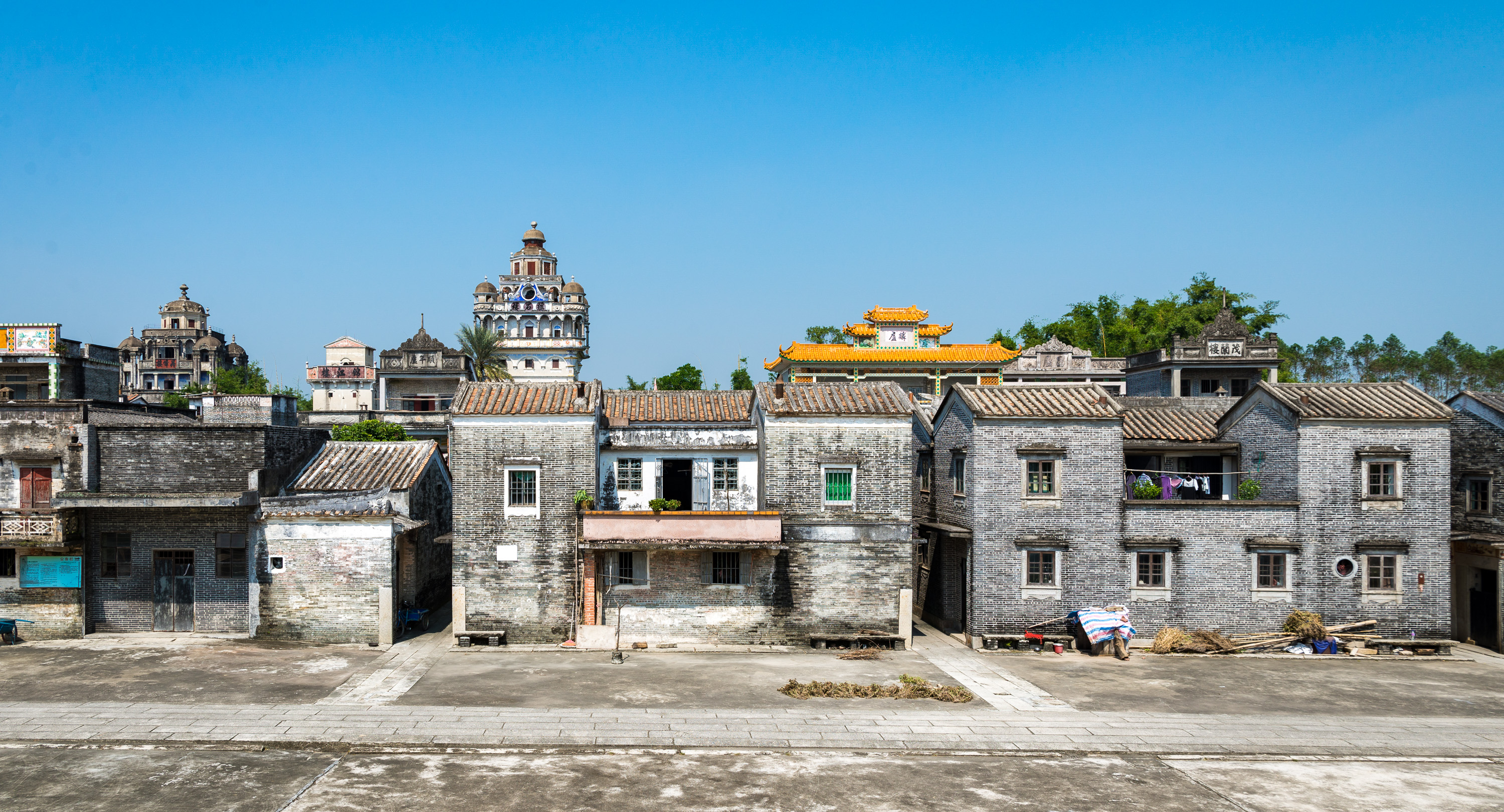
锦江里村
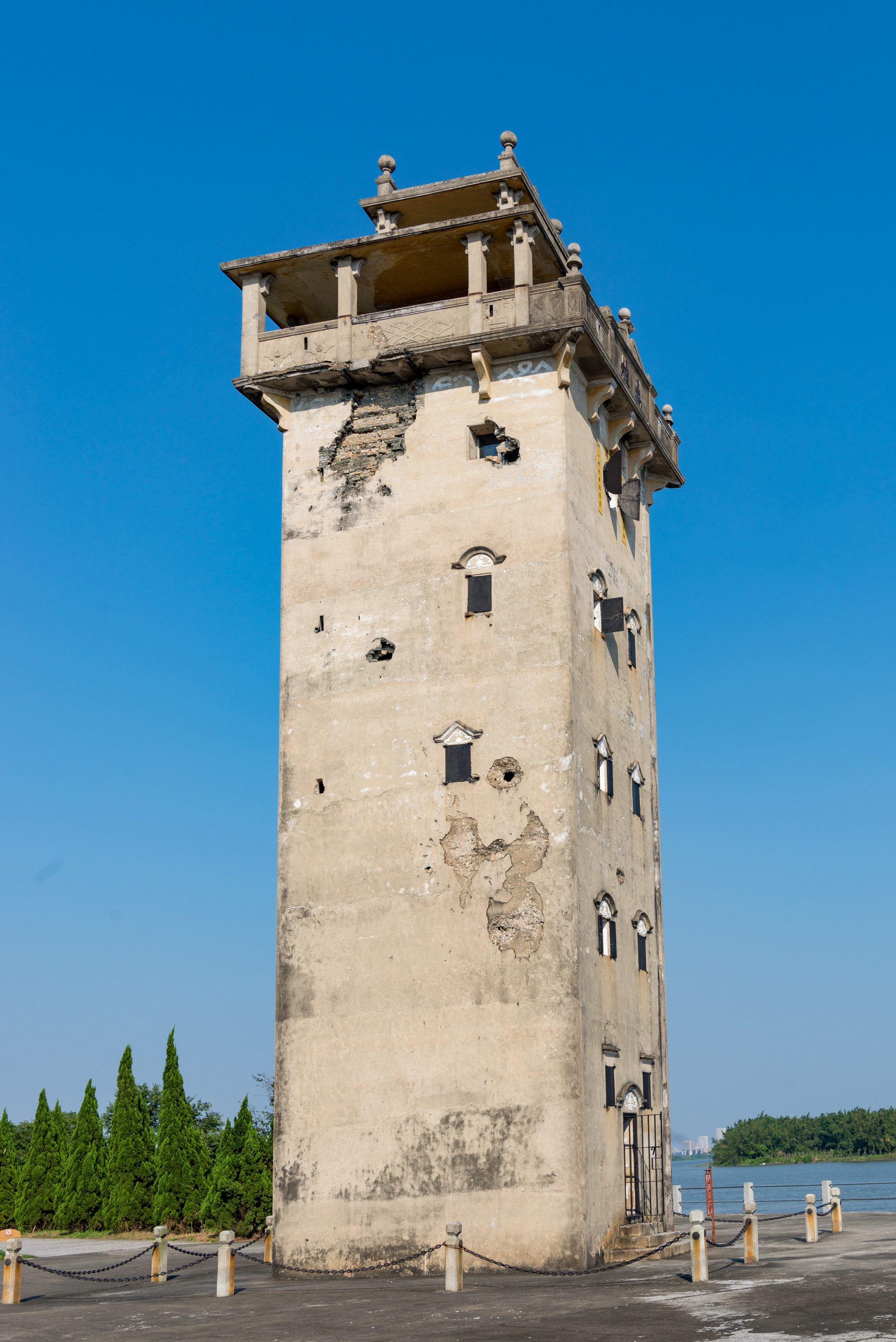
赤坎南楼
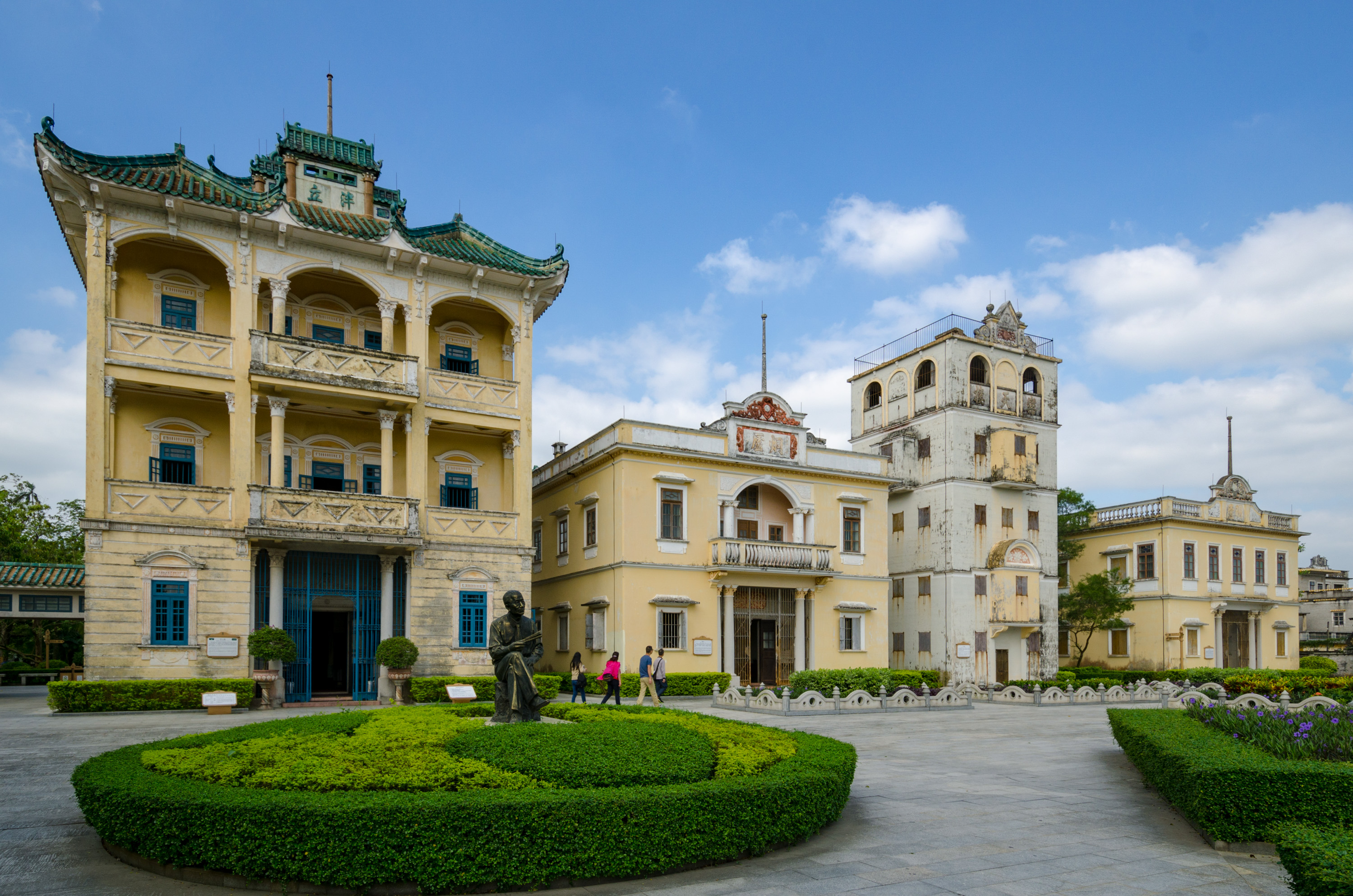
立园